# Tierce (musique)
Pour les articles homonymes, voir Tierce.
 (juin 2019).
Si vous disposez d'ouvrages ou d'articles de référence ou si vous connaissez des sites web de qualité traitant du thème abordé ici, merci de compléter l'article en donnant les références utiles à sa vérifiabilité et en les liant à la section « Notes et références ».
En musique, une tierce est un intervalle entre deux notes séparées par trois degrés. La tierce peut être majeure, mineure, diminuée ou augmentée. Elle est à consonance douce. Son renversement donne la sixte.

## Tierce majeure

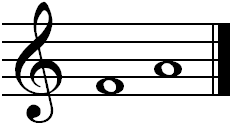
Tierce majeure pure fa-la.

La tierce majeure est l'intervalle séparant deux sons dont les fréquences fondamentales sont dans le rapport 5⁄4, quand elle est pure. C'est un intervalle de deux tons, que l'on nomme parfois « diton » (seulement dans le cas où il s'agit de deux tons majeurs, donc d'une tierce pythagoricienne).
Ainsi, si l'on définit une note do à 528 Hz, sa tierce majeure supérieure mi a une fréquence de 660 Hz. Il s'agit de la valeur d'une tierce majeure pure, car le rapport est très différent dans le tempérament égal : ce même mi aura alors une fréquence de 665 Hz.
La tierce majeure joue un rôle essentiel dans la musique occidentale. L'accord majeur « fondamentale - tierce majeure - quinte » (par exemple do-mi-sol) est en effet considéré comme le plus consonant de tous. C'est pourquoi on l'appelle communément « accord parfait ».

## Tierce mineure

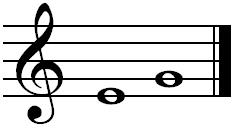
Tierce mineure pure mi-sol.

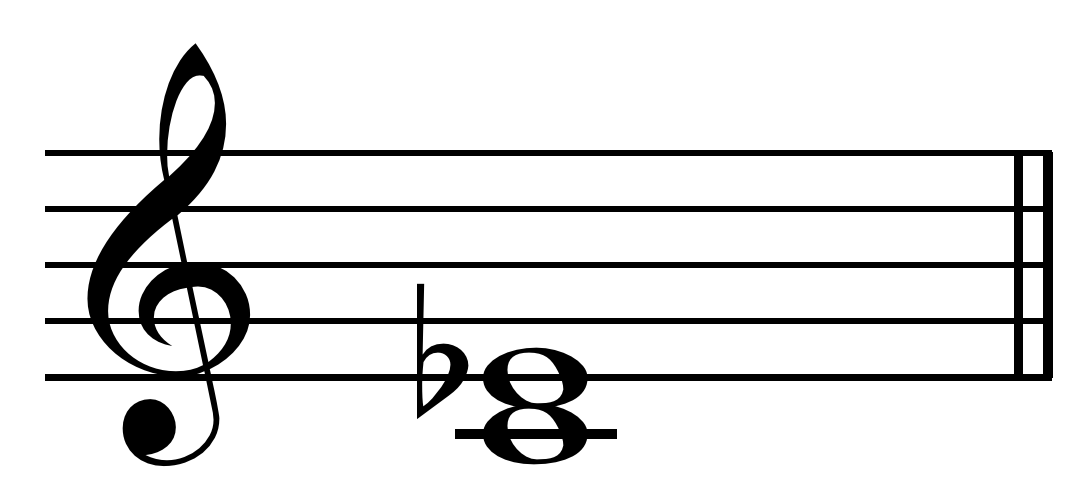
Tierce mineure pure do-mi bémol.

La tierce mineure est l'intervalle séparant deux sons dont les fréquences fondamentales sont en rapport 6⁄5, quand elle est pure. C'est un intervalle d'un ton et demi.
Ainsi, si l'on définit une note do à 528 Hz, sa tierce mineure supérieure mi bémol a une fréquence de 633,6 Hz — soit un rapport de 1,2. Il s'agit de la valeur d'une tierce mineure pure, le rapport étant assez différent dans le tempérament égal : ce même mi bémol aura alors une fréquence de 627,9 Hz.
La tierce mineure joue, dans l'accord parfait mineur, le même rôle que la tierce majeure dans l'accord parfait majeur.

## Exemple
Dans la symphonie no 5 de Beethoven, le premier mouvement commence par un exemple de chaque tierce (majeure, puis mineure) sous forme d'intervalles mélodiques descendants et précédés d'unissons.